# Rimska kamilica
Rimska kamilica (znanstveno ime Chamaemelum nobile, syn. Cochlearia armoracia), je trajnica iz družine nebinovk (Asteracae). Rastlina izvira iz jugovzhodne ter zahodne Evrope in severne Afrike.

## Opis
Je gosto košato razrasla in polegla rastlina, ki tvori preproge. Zraste do 30 cm visoko. Njeni listi so pernati in deljeni, cvetovi pa srebrno beli z rumeno sredino na dolgih pecljih. Ima zdravilne učinke. Zmečkani cvetovi oddajajo vonj, ki je podoben vonju jabolka ali žvečilnemu gumiju. Po tej lastnosti je rastlina dobila pogosto ime chamaimelon, kar pomeni zmleto jabolko. Cveti enkrat letno v času od julija do oktobra.

## Rastišče
Uspeva na sončnih legah in na rahlih s hranilnimi snovmi bogatih tleh. V naravi jo največkrat najdemo na travnatih planotah in med grmovji. 
Rastlina je vedno manj razširjena, saj se opušča paša živine na številnih področjih na podeželju, kjer je rastlina dobro uspevala.

## Uporaba rimske kamilice
Rimsko kamilico se nabira v času njenega cvetenja. Popolnoma odprti posušeni ali sveži cvetovi so uporabni za pripravo čaja proti nespečnosti ali kot obkladek za celjenje ran. 
Rastlino so uporabljali tudi pri pripravi obrazne kopeli, za negovanje kože. Kot poparek za spiranje pa jo priporočajo za negovanje svetlih las. Uporaba v zdravilne namene je med nosečnostjo odsvetovana.
Zaradi specifične arome se cvetovi uporabljajo tudi v potpurijih, dišavnih zeliščnih šopkih, kot aroma pri zeliščnih pivih in v eteričnih oljih. 